# Роберт Бігелоу
Роберт Т. Бігелоу (народився у 1945 р.) — готельний і аерокосмічний підприємець. Він володіє мережею готелів Budget Suites of America і засновник Bigelow Aerospace.
Bigelow Aerospace запустила 2 експериментальні космічні модулі — Genesis I і Genesis II, і має плани запустити повноцінні модулі, які будуть використовуватися як орбітальні готелі (див. Комерційна космічна станція Бігелоу), дослідницькі лабораторії та заводи. У квітні 2016 року до Міжнародної космічної станції було доставлено експериментальний надувний модуль «Bigelow Expandable Activity Module», який будуть тестувати на орбіті протягом двох років..